# IFT20
IFT20‏ (Intraflagellar transport 20) هوَ بروتين يُشَفر بواسطة جين IFT20 في الإنسان.